# Cappello a cilindro (film)
Cappello a cilindro (Top Hat) è un film musicale del 1935 diretto da Mark Sandrich, con Fred Astaire e Ginger Rogers.
Fu il film col maggiore incasso nell'anno 1935.
Nel 1990 è stato scelto per la conservazione nel National Film Registry della Biblioteca del Congresso degli Stati Uniti.

## Trama
Un famoso ballerino statunitense, Jerry Travers, mentre si trova in un albergo insieme al suo impresario, conosce per caso un'affascinante indossatrice, Dale Tremont, e se ne innamora. Le sue attenzioni, però, non sono ricambiate dalla graziosa fanciulla. Dopo un insistente corteggiamento, Jerry riesce a farla innamorare di sé, ma per un errore la ragazza comincia a credere che lui sia il marito di una sua cara amica. Così, convinta che si tratti di un avventuriero, lo allontana sdegnata.
Jerry è molto deluso. Un giorno, dopo essersi esibito con successo in un musical, Jerry si fa convincere ad andare a Venezia, solo perché scopre che la moglie del suo impresario vuole presentargli una ragazza, che guarda caso è proprio Dale. Comincia così un esilarante gioco di equivoci e scambi di persona, dato che il vero marito della sua amica è l'impresario di Jerry. Ma alla fine tutto si chiarirà, e Jerry e Dale ritroveranno finalmente l'amore.

## Numeri
1. A-solo di tip-tap di Jerry nella stanza d'albergo. Dale, che alloggia nella stanza sottostante si sveglia ed è infastidita dal rumore. Telefona alla direzione: la informano che la stanza è del sig. Horace Hardwick. Da qui nasce l'equivoco che verrà sciolto solo alla fine del film.
2. Ballo nel gazebo di un centro ippico mentre fuori piove. Jerry è in giacca e cravatta, Dale è vestita da amazzone.
3. A teatro: si recita lo spettacolo londinese di Jerry. È tra una schiera di ballerini, tutti col cappello a cilindro (famoso il finale, in cui usando il bastone come fucile li abbatte ad uno ad uno)
4. Ballo in abiti da sera durante una serata mondana all'hotel di Venezia sulle note della celebre Cheek to Cheek.
5. Ballo "etnico"[2] davanti all'hotel.

## Canzoni
- Cheek to Cheek di Irving Berlin, il più famoso dei motivi del film, cantato da Jerry a Dale all'inizio della serata all'hotel di Venezia; poco dopo i due ballano in coppia (quarto numero)

Gli altri motivi cantati sono:
- No Strings (I'm Fancy Free) (Niente legami (Sono fantasticamente libero)), di Irving Berlin, cantata in albergo da Jerry ad Horace, dopo che questi gli aveva chiesto perché non si sposava
- Isn't This a Lovely Day? (Non è una bella giornata?), di Irving Berlin, cantata da Jerry a Dale nel gazebo dove i due hanno trovato riparo durante il temporale
- Top Hat, White Tie and Tails (Cilindro, cravatta bianca e frac), di Irving Berlin, cantata da Jerry in un a solo di tip-tap, mentre gli fa da coreografia il corpo di ballo maschile (tutti rigorosamente con cappello a cilindro, cravatta bianca e frac), ai cui membri Jerry/Astaire finge di sparare a colpo singolo od a raffica simulando con la canna da passeggio, che utilizza nella danza, fucile e mitragliatrice e provocando idealmente la caduta di ciascuno di loro
- The piccolino, adattamento dalla canzone di Billman, cantata nella danza coreografica finale ("ballo etnico") da Dale e dal coro.

## Citazioni del film in altre opere
- Questo film è citato due volte nel film Il miglio verde: all'inizio, quando Paul Edgecombe anziano ne vede un brano in televisione nella sala di ritrovo della casa di riposo e si mette a piangere, e successivamente, quando al condannato John Coffey viene fatto vedere uno spezzone di pellicola, prima dell'esecuzione della condanna; si tratta del brano musicale Cheek to cheek di Irving Berlin.
- Il film viene inoltre citato nel libro Ritorno a casa di Rosamunde Pilcher, quando la protagonista, Judith, assiste alla proiezione dello stesso al cinema.
- Il film La rosa purpurea del Cairo si chiude con la protagonista che guarda il ballo di Fred Astaire e Ginger Rogers sulle note di Cheek to Cheek.
- È citato anche nel film The Dreamers, del 2003, diretto dal regista italiano Bernardo Bertolucci.
- Un poster della pellicola appare in una scena del film di arti marziali Kung Fusion, del 2004, diretto da Stephen Chow.

## Curiosità
- Questo è il primo musical in cui i numeri musicali sono parte integrante della trama e non esibizioni a parte.[senza fonte]